# Ашевская волость (Псковская губерния)
Ашевская волость — административно-территориальная единица в составе Новоржевского уезда Псковской губернии, в том числе в РСФСР в 1924 — 1927 годах. Центром было село Ашево.
В рамках укрупнения дореволюционных волостей губернии, новая Ашевская волость была образована в соответствии с декретом ВЦИК от 10 апреля 1924 года из упразднённых Горской, части Барановской (дд. Порадино, Тупово), Гривинской, Захонской, Новинской (без Полистоаских болот), части Туровской (дд. Бояроао, Симаново, Стихириха) волостей и разделена на сельсоветы Ашевский, Горский, Лобановский, Марынский, Плесский, Цвенский, Чихачёвский, Юхновский. В июне 1925 года образован Соколовский, в начале 1927 года — Завещевский, Маютинский, Удовский, Шиловский сельсоветы.
В рамках ликвидации прежней системы административно-территориального деления РСФСР (волостей, уездов и губерний), Ашевская волость была упразднена в соответствии с Постановлением Президиума ВЦИК от 1 августа 1927 года, а Ашевский, Горский, Завещевский, Шиловский сельсоветы включены в состав Бежаницкого района Псковского округа Ленинградской области; Марынский, Маютинский, Плесский, Соколовский, Удоаский, Цвенский, Чихачёвский сельсоветы — а состав Чихачёвского района того же округа и области; Лобановский, Юхновский сельсоветы — а состав Новоржевского района того же округа и области.